# Vuelo 1526 de Execuflight
El Vuelo 1526 de Execuflight fue un vuelo chárter de la aerolínea Execuflight desde el Aeropuerto de Dayton, Ohio al Aeropuerto ejecutivo de Akron el 10 de noviembre de 2015, con un Hawker 800. En la aproximación final a Akron, los pilotos perdieron el control de la aeronave y se estrelló en un vecindario residencial y explotó. En el accidente murieron los nueve ocupantes, la aeronave y la casa en la que se había estrellado, se había quemado por completo en  el lugar del accidente.

## Pasajeros y tripulación

La aeronave involucrada en el siniestro

El vuelo involucrado en el accidente transportaba a siete pasajeros que eran empleados de la empresa inmobiliaria Pebb Enterprises de Boca Ratón, Florida. La tripulación estaba compuesta por el capitán colombiano de 40 años Andrés Chávez y el primer oficial italiano de 50 años Renato Marchese. No hubo asistentes de vuelo en el vuelo. El capitán de vuelo había estado con la aerolínea desde el 4 de junio de 2015. Su experiencia de vuelo acumulada fue de 6.170 horas, de las cuales había volado 3.414 horas como piloto al mando. Tenía 1.020 horas de experiencia de vuelo con el avión del accidente, de las cuales 670 horas fueron como piloto al mando. El primer oficial fue contratado por Execuflight el 1 de junio de 2015. Tenía 4.382 horas de experiencia de vuelo, 3.200 de las cuales había servido como piloto al mando. Su experiencia de vuelo con aeronaves del tipo de accidente ascendió a 482 horas, que había completado en su totalidad en el puesto de primer oficial.

## Accidente
La aeronave estaba reservada para un vuelo de dos días que consistiría en siete segmentos de vuelo. El avión despegó el día anterior a las 6:50 a. m. con los dos pilotos y siete pasajeros a bordo en Fort Lauderdale, Florida . A esto le siguieron escalas en Saint Paul, Minnesota, Moline, Illinois y St. Louis, Misuri, antes del avión en Cincinnati, Ohio a las 7:55 p. m. de regreso. Al día siguiente, el avión salió de Cincinnati a las 11:12 a. m. y llegó a Dayton a las 11:35 a. m. Allí, el capitán completó un plan de vuelo a las 13.30 horas que preveía un vuelo de 34 minutos de acuerdo con las reglas de vuelo por instrumentos a una altitud de 17.000 pies (aproximadamente 5180 metros) y a una velocidad de 382 nudos. Luego, el capitán reabasteció de combustible los dos tanques laterales e informó al operador a la 1:49 p. m. que las puertas estaban cerradas y la aeronave estaba lista para la salida. El avión despegó de la pista 20 en Dayton a las 2:13 p. m. y se contactó con el control de tráfico aéreo en Indianápolis un poco más tarde, que dio espacio para subir a 17.000 pies. Contrariamente a la práctica informal de la compañía para vuelos con pasajeros a bordo, la aeronave fue controlada por el primer oficial y el vuelo fue monitoreado por el capitán de vuelo. Cuando el avión comercial estaba en la aproximación por instrumentos a la pista 25 del aeropuerto de Akron, los pilotos preguntaron sobre las condiciones meteorológicas en Akron. Debido a que sintonizaron la radio en la frecuencia incorrecta, obtuvieron el pronóstico del tiempo para el aeropuerto del condado de Fairfield en Lancaster, Ohio, 108 millas al suroeste de su destino.
Cuando los pilotos notaron que las condiciones meteorológicas eran mucho peores de lo previsto, el primer oficial, cuyo trabajo debería haber sido realizar la sesión informativa de aproximación, le pidió al piloto que lo hiciera. Luego, los pilotos discutieron una aproximación a la pista 25. El control de tráfico aéreo de Indianápolis instruyó a la aeronave para que volara sobre el cruce "HUUVR" a una altitud de 9.000 pies y contactara con el control de tráfico aéreo en Cleveland. Luego, los pilotos continuaron discutiendo la aproximación a la pista 25. Mientras hacían esto y la aeronave descendía a 13.500 pies, un pasajero entró en la cabina para hablar con los pilotos. El capitán de vuelo le informó al pasajero que podía quedarse unos minutos, pero luego tendría que irse.
Mientras el jet de negocios se acercaba a Akron, sus pilotos recibieron instrucciones de reducir la velocidad de aproximación, ya que se suponía que un pequeño avión Piper PA-28-161 aterrizaría en la misma pista. La tripulación del Hawker recibió instrucciones de cambiar de rumbo, reducir la velocidad y permanecer a una altitud de 3.000 pies. Tras el aterrizaje, la tripulación del Piper, en la que había un instructor de vuelo con un alumno piloto que se suponía que practicaba aproximaciones de aterrizaje con mal tiempo, informó que la nubosidad se había roto en las condiciones de mínima visibilidad.
El control de la aeronave se perdió después de una aproximación inestable. La aeronave giró bruscamente hacia la izquierda y voló hacia líneas eléctricas antes de estrellarse contra un edificio de cuatro apartamentos a 3,200 metros del umbral de la pista a las 2:53 p. m. y se incendió. La máquina quedó completamente destruida por el impacto y el fuego. Los siete pasajeros y dos tripulantes murieron en el accidente. La casa se quemó por completo y luego tuvo que ser demolida. Nadie resultó herido en el suelo.

## Investigación y causas

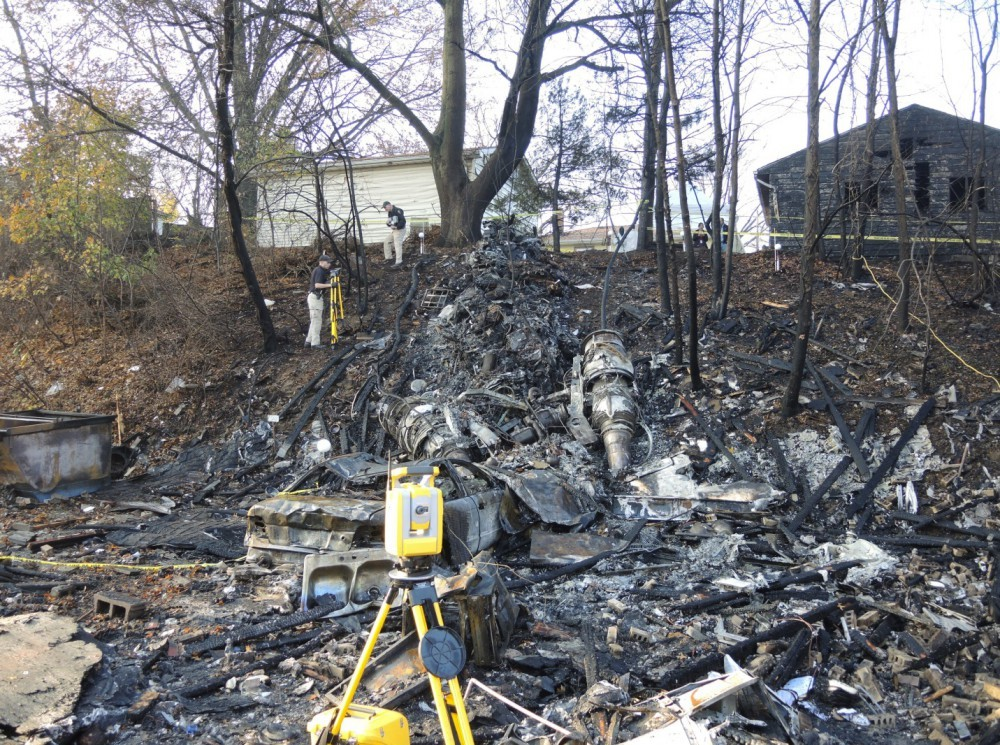
Restos del vuelo en el sitio del desastre

La investigación se hizo más difícil por el hecho de que la aeronave solo estaba equipada con un registrador de voz en la cabina, pero no con un registrador de datos de vuelo, ya que esto no era necesario para aviones de pasajeros con menos de 10 asientos. Inmediatamente frente al edificio en el que había impactado la aeronave, los investigadores descubrieron un gran surco, del cual pudieron concluir que el avión inicialmente tuvo contacto con la punta del ala izquierda. Durante una evaluación de los datos del radar, los investigadores encontraron que los pilotos habían esperado más de dos minutos después de despejar el descenso. antes de que iniciaran esto, para luego bajar la máquina más al doble de la velocidad de descenso prevista. el descenso a alta velocidad condujo a una aproximación inestable. El tren de aterrizaje se había bajado previamente y el empuje se redujo significativamente. Luego, la velocidad aérea cayó de 175 nudos a 140 nudos y más tarde a 120 nudos. Una comparación con las grabaciones de la grabadora de voz mostró que el descenso se inició tarde porque los pilotos discutieron si el avión volaba demasiado lento para la aproximación. El capitán expresó su preocupación de que la aeronave entrara en Pérdida, mientras que el primer oficial creía que la velocidad era lo suficientemente rápida para una aproximación. Cuando el primer oficial descubrió que se habían pasado el punto para iniciar el descenso, desplegó por completo los sistemas de elevación, lo que provocó una rápida pérdida de altitud. Mientras el capitán revisaba la lista de verificación de aterrizaje.
Las grabaciones y entrevistas con los compañeros de los pilotos demostraron que los pilotos estaban demasiado cansados en el momento del accidente, ya que solo habían dormido unas seis horas por noche en promedio durante las noches anteriores. Bajaron la aeronave por debajo de la altitud segura de 473 pies, aunque podían ver el suelo pero aún no podían ver la pista. Mientras buscaban la pista, no vieron que la velocidad aerodinámica se había reducido a 98 nudos, lo que provocó una pérdida de sustentación aerodinámica.
Una revisión de los registros de entrenamiento de los dos pilotos reveló que el capitán había sido despedido por su empleador anterior después de no presentarse para el entrenamiento. El primer oficial también había sido despedido por su último empleador debido a su pobre desempeño en la formación. El presidente de Execuflight declaró que conocía las deficiencias de los dos pilotos, pero había decidido contratarlos. El capitán había sido contratado debido a su amplia experiencia con el HS.125 y después de que el presidente se hubiera convencido de su rendimiento de vuelo en el curso de los vuelos de prueba realizados antes de la contratación. El primer oficial fue contratado sobre la base de una recomendación de un piloto de la aerolínea, También en este caso se utilizó un vuelo de prueba para convencerse de su rendimiento de vuelo. No se hizo ningún esfuerzo por contactar a los empleadores anteriores de los pilotos y preguntar sobre sus déficits específicos.

## Mayday: Catástrofes Aéreas
Este accidente fue reseñado en la temporada 21° de la serie Mayday: Catástrofes aéreas, del canal National Geographic Channel en el episodio "En busca de pistas". Y luego el accidente fue presentado en la subserie Mayday: Informe Especial, titulado «Aproximaciones negligentes».